# Américas 1501 en Punto Sao Paulo
Punto Sao Paulo es un rascacielos ubicado en la ciudad de Guadalajara, cuya construcción comenzó en 2008 y fue inaugurado en 2009.

## Uso
Este edificio tiene uso mixto: centro comercial, hotel, restaurante, además tiene un helipuerto. Se encuentra ubicado en la zona de Providencia, distrito financiero de la ciudad de Guadalajara

## Datos clave
- Altura- 100 metros.
- Área Total- 22 620 m².
- Pisos- 24 pisos.
- Estructura de concreto armado, acero, hormigón armado y vidrio
- Condición: 	Construido
- Rango: 	
  - En México: 145.º lugar,
  - En Guadalajara: 4º lugar
  - En el Área Metropolitana: 18º lugar